# كايل وليامز
كايل وليامز (بالإنجليزية: Kyle Williams)‏ هو لاعب كرة قدم أمريكية أمريكي، ولد في 19 يوليو 1988 في سان خوسيه في الولايات المتحدة.

## وصلات خارجية
- كايل وليامز على موقع مرجع كرة القدم المحترفة.كوم (الإنجليزية)